# Аллегри, Массимилиано
Массимилиано Аллегри (итал. Massimiliano Allegri; итальянское произношение: [massimiˈljaːno alˈleːɡri]; родился 11 августа 1967, Ливорно) — итальянский футболист и футбольный тренер. Главный тренер футбольного клуба «Милан».
Будучи футболистом выступал на позиции полузащитника. Действовал в средней линии, также запомнился как яркий и неординарный исполнитель. Он хорошо читал игру, умело исполнял технические приёмы и всегда был нацелен на атаку.
Тренерская карьера Массимилиано началась в его последнем «игровом» клубе — «Альянезе». В 2004 году Аллегри стал наставником клуба «СПАЛ». Затем, в период с 2005 по 2008 год возглавлял «Гроссето» и «Сассуоло». С последним в 2008 году вышел в Серию B и выиграл Суперкубок Серии C. В том же году был назначен главным тренером «Кальяри» в котором проработал два сезона. Но результаты «островитян» были невысоки: 9 место в сезоне 2008/09 и 16 в сезоне 2009/10. 25 июня 2010 года официально стал новым тренером «Милана», подписав контракт до 2012 года. 13 января 2014 года был уволен из «Милана». 16 июля 2014 года Аллегри был назначен главным тренером «Ювентуса». 17 мая 2019 года ушёл в отставку. 28 мая 2021 года Аллегри был снова назначен главным тренером «Ювентуса». 30 мая 2025 года вернулся в «Милан».

## Клубная карьера
Массимилиано родился в Ливорно, Тоскана. В 1984 году, в возрасте 17 лет подписал контракт с клубом из города Санта-Кроче-сулл'Арно. Затем в следующем году он перешёл в клуб из родного города — «Ливорно». После нескольких сезонов он отправился в «Пизу», где провёл один год и вернулся в «Ливорно». После 6 лет игр в клубах из Тосканы он в 1990 году перешёл в «Павию». А в следующем году он перешёл в клуб «Пескара», где и раскрылся. Особенно хорош был сезон 1992/93: хоть тогда «Пескара» и финишировала на последнем месте, но оказалась самой зрелищной дружиной лиги, причём по забитым мячам поделила восьмую строку с бронзовым призёром «Пармой». Бесшабашный и весёлый футбол, который тогда показывала «Пескара», зачастую приносил хоккейные счета — 5:1 с «Ювентусом», 4:5 с «Миланом», 4:3 и 3:5 с «Анконой», 2:5 с «Удинезе». Аллегри, забив в том чемпионате 13 голов, стал лучшим бомбардиром команды, причём в средней линии вместе с ним действовал будущий главный тренер сборной Бразилии Дунга.

## Тренерская карьера

### Начало тренерской карьеры
После окончания своей карьеры футболиста Массимилиано остался в «Альянезе» в должности главного тренера. В 2004 году Аллегри был назначен наставником клуба СПАЛ. Под руководством Массимилиано клуб в сезоне 2004/05 занял 9-е место в Серии C. После окончания сезона он ушёл в «Гроссето». С ним тренер провёл два сезона. В первом сезоне 2005/06 он занял 4-е место в Серии С, но уступил в плей-офф за выход в Серию B клубу «Фрозиноне». В следующем году «Гроссето» уже занял первое место в Серии C и выиграл Суперкубок Серии C. В 2007 году Массимилиано подписал контракт с клубом «Сассуоло», и также вывел его в Серию B, попутно выиграв Суперкубок Серии C. После хорошего сезона, Массимилиано Аллегри пригласили в клуб Серии A «Кальяри». С Аллегри команда заняла 9-е место в сезоне 2008/09 и 16-е в сезоне 2009/10.

### «Милан»
25 июня 2010 года Аллегри официально стал новым тренером «Милана», подписав контракт до 2012 года. В первом матче нового сезона 2010/11 «россонери» разгромили «Лечче» со счётом 4:0. В первом же сезоне под руководством Аллегри «Милан» впервые с 2004 года одержал победу в Серии A.

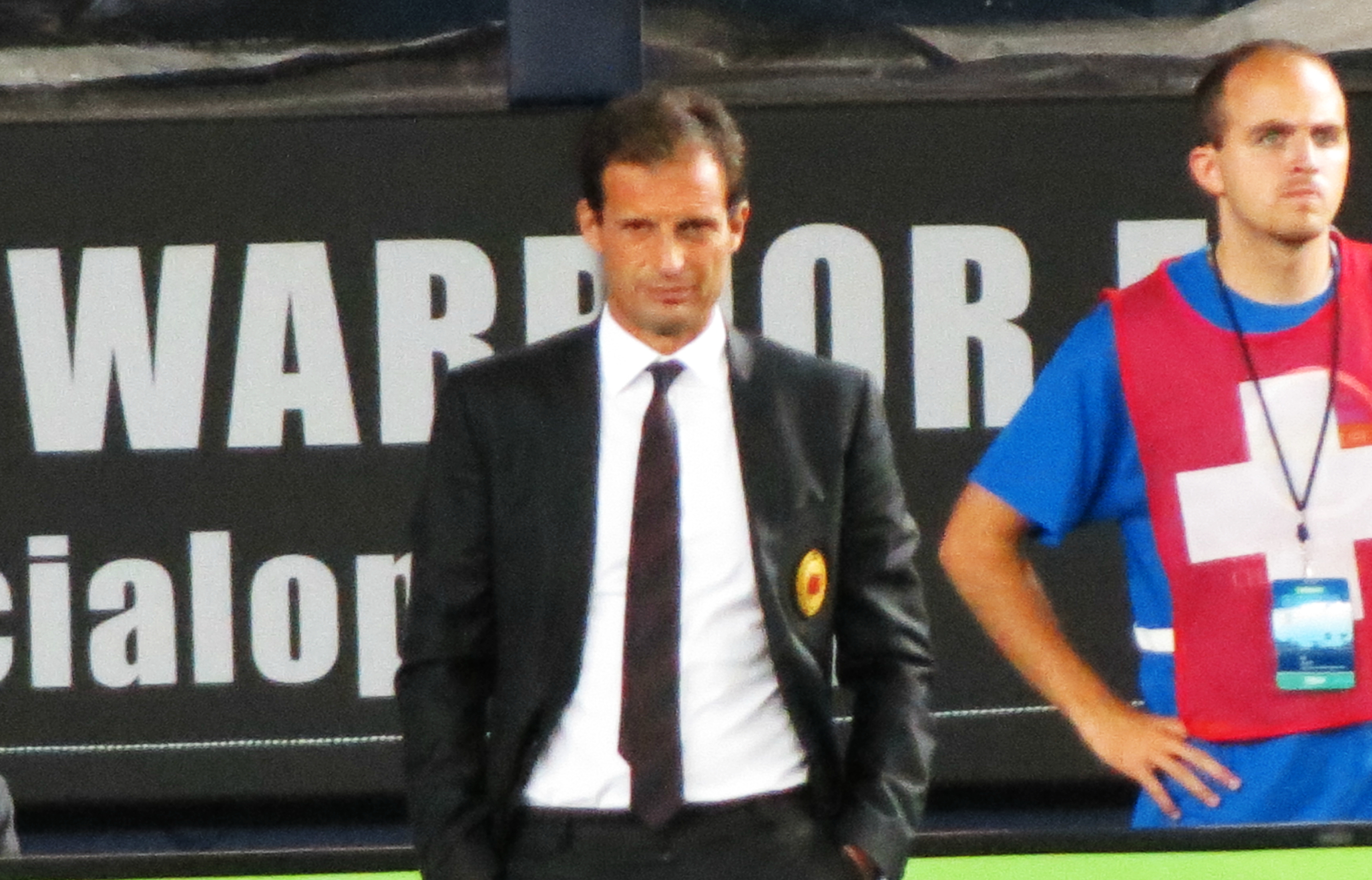
Аллегри в качестве главного тренера «Милан», 2012 год

6 августа 2011 года, «Милан» завоевал Суперкубок Италии обыграв миланский «Интер» со счётом 2:1. Однако после этого результаты «Милана» стали ухудшаться (в сезоне 2011/2012 клуб занял 2-е место, в сезоне 2012/2013 — 3-е), лидерство в Италии перешло к «Ювентусу», выступления в Лиге чемпионов успеха также не принесли («Милан» ни разу не сумел продвинуться выше четвертьфинала). Помимо этого у «россонери» начались кадровые проблемы: практически одновременно команду покинули её многолетние лидеры Тиагу Силва, Алессандро Неста, Дженнаро Гаттузо, Кларенс Зеедорф, Андреа Пирло, Роналдиньо, Златан Ибрагимович, Филиппо Индзаги и некоторые другие. Достойной замены им найдено не было. Несмотря на это, 13 января 2012 года Массимилиано продлил контракт с «Миланом» до 30 июня 2014 года. Ровно через два года после этого Аллегри был уволен с поста главного тренера «Милана» после того как клуб проиграл «Сассуоло» и расположился на 11-м месте турнирной таблицы, на посту тренера его сменил бывший подопечный Кларенс Зеедорф.

### «Ювентус»
После чемпионата мира в Бразилии Аллегри считался одним из кандидатов на пост главного тренера сборной Италии, однако вакантный пост занял главный тренер «Ювентуса» Антонио Конте. Аллегри же возглавил «Ювентус», произошло это 16 июля 2014 года. 22 декабря 2014 года «старая синьора» потерпела поражение в матче за Суперкубок Италии, проиграв в серии пенальти «Наполи». Несмотря на это первый сезон под руководством Аллегри получился весьма удачным для «Старой синьоры»: команда сумела выиграть чемпионат и кубок Италии, а также впервые за долгое время дойти до финала Лиги чемпионов, уступив там «Барселоне».
Второй сезон на посту главного тренера «старой синьоры» выдался ещё более сумбурным. Несмотря на победу в Суперкубке Италии над «Лацио», «Ювентус» стартовал очень неудачно, набрав всего 12 очков в первых десяти турах. Переломным моментом чемпионата стало поражение в выездном матче против «Сассуоло». К счастью, Аллегри сумел найти правильный подход к команде, после чего она продемонстрировала феноменальную беспроигрышную серию из 25 побед и ничьи, поднявшись с 17-го места на первое, и досрочно выиграла национальное первенство, опередив ближайшего преследователя «Наполи» на 9 очков за 2 тура до его окончания. В розыгрыше Лиги чемпионов «Ювентус» выступил намного хуже, уступив на стадии 1/8 финала мюнхенской «Баварии» по итогам двухматчевого противостояния. Последним трофеем в сезоне стал Кубок Италии (одиннадцатый для «Ювентуса» и второй для Аллегри), который бьянконери выиграли 21 мая 2016 года, обыграв в финале «Милан». Благодаря этой победе Массимилиано Аллегри и «Ювентус» впервые в истории итальянского футбола оформили «золотой дубль» два года подряд.
На третий год руководства клубом Аллегри выиграл Кубок Италии в третий раз подряд, обыграв в финале римский «Лацио» со счётом 2:0, после этого обеспечил себе рекордное шестое подряд чемпионство в Италии в 37-м туре Серии А, обыграв «Кротоне» 3:0. В Лиге чемпионов «Ювентус» дошёл до финала, но был разгромлен мадридским «Реалом» со счётом 1:4. 7 июня Аллегри продлил свой контракт с «Ювентусом» до 2020 года.
9 февраля 2018 года итальянец провёл свою двухсотую игру в качестве главного тренера «бьянконери», обыграв «Фиорентину» со счётом 2:0. 9 мая 2018 года Аллегри выиграл свой четвёртый подряд Кубок Италии. Четыре дня спустя, 13 мая, после нулевой ничьи в поединке с «Ромой», Аллегри выиграл свой четвёртый подряд титул Серии А, став первым тренером в пяти сильнейших лигах Европы, выигравшим четыре «золотых дубля» подряд.
Однако следующий сезон сложился для «Ювентуса» не столь успешно: несмотря на то, что команда в очередной раз сумела выиграть Серию А, она уже на стадии четвертьфинала вылетела из Кубка Италии, крупно уступив «Аталанте», а также досрочно завершила выступления в Лиге чемпионов, сенсационно уступив «Аяксу». Это привело к возникновению слухов о возможной отставке Аллегри, которые в скором времени подтвердились.
Через два года, 28 мая 2021 года, Аллегри вернулся в «Ювентус», вновь заняв пост главного тренера.
17 мая 2024 года был уволен с поста главного тренера «Ювентуса» после скандала в финале Кубка Италии.

### Возвращение в «Милан»
30 мая 2025 года «Милан» объявил об возвращении Аллегри на пост главного тренера.

## Тренерская статистика
| Команда  | Начало работы  | Завершение работы | Показатели | Показатели | Показатели | Показатели | Показатели | Показатели | Показатели | Показатели |
| Команда  | Начало работы  | Завершение работы | М          | В          | Н          | П          | МЗ         | МП         | РМ         | % побед    |
| -------- | -------------- | ----------------- | ---------- | ---------- | ---------- | ---------- | ---------- | ---------- | ---------- | ---------- |
| Альянезе | 1 июля 2003    | 30 июня 2004      | 38         | 10         | 13         | 15         | 30         | 35         | −5         | 026,32     |
| СПАЛ     | 1 июля 2004    | 30 мая 2005       | 40         | 13         | 15         | 12         | 47         | 41         | +6         | 032,50     |
| Гроссето | 19 июля 2005   | 29 октября 2005   | 20         | 6          | 9          | 5          | 21         | 18         | +3         | 030,00     |
| Гроссето | 17 апреля 2006 | 29 октября 2006   | 10         | 1          | 6          | 3          | 12         | 15         | −3         | 010,00     |
| Сассуоло | 17 июля 2007   | 28 мая 2008       | 42         | 23         | 6          | 13         | 56         | 43         | +13        | 054,76     |
| Кальяри  | 4 июня 2008    | 14 апреля 2010    | 74         | 27         | 15         | 32         | 100        | 106        | −6         | 036,49     |
| Милан    | 25 июня 2010   | 13 января 2014    | 178        | 91         | 49         | 38         | 303        | 178        | +125       | 051,12     |
| Ювентус  | 16 июля 2014   | 30 июня 2019      | 271        | 191        | 43         | 37         | 511        | 195        | +316       | 070,48     |
| Ювентус  | 28 мая 2021    | 17 мая 2024       | 149        | 80         | 34         | 35         | 224        | 139        | +85        | 053,69     |
| Милан    | 30 мая 2025    | н. в.             | 0          | 0          | 0          | 0          | 0          | 0          | +0         | —          |
| Всего    | Всего          | Всего             | 822        | 442        | 190        | 190        | 1304       | 780        | +524       | 053,77     |

## Достижения

### Командные
«Сассуоло»
- Победитель Серии С1: 2007/08

«Милан»
- Чемпион Италии: 2010/11
- Обладатель Суперкубка Италии: 2011

«Ювентус»
- Чемпион Италии (5): 2014/15, 2015/16, 2016/17, 2017/18, 2018/19
- Обладатель Кубка Италии (5): 2014/15, 2015/16, 2016/17, 2017/18, 2023/24
- Обладатель Суперкубка Италии (2): 2015, 2018
- Финалист Лиги чемпионов УЕФА (2): 2014/15, 2016/17

### Личные
- Обладатель трофея «Золотая скамья» (4): 2008/09[35], 2014/15[36], 2016/17[37], 2017/18
- Футбольный тренер года в Италии (Оскар дель Кальчо) (4): 2011[38], 2015[39], 2016[40], 2018
- Награда Энцо Беарзота: 2015[41]
- Стал первым тренером в истории итальянского футбола, который четыре года подряд выигрывал «золотой дубль» — чемпионат страны и национальный кубок: по итогам сезонов 2014/15, 2015/16, 2016/17 и 2017/18
- Введён в Зал славы итальянского футбола: 2018